# Haplochromis katavi
Haplochromis katavi é uma espécie de peixe da família Cichlidae.
É endémica da Tanzânia.
Os seus habitats naturais são: rios e pântanos.